# 1707 у літературі

## Книги
- «Кульгавий біс» (фр. «Le Diable boiteux») — роман французького письменника Алена Рене Лесажа.

### Нехудожні
- «Універсальна арифметика» (лат. «Arithmetica Universalis») — монографія Ісаака Ньютона.

## Народились
- 25 лютого — Карло Ґольдоні, італійський драматург.
- 22 квітня — Генрі Філдінг, англійський письменник.
- 22 червня — Елізабет Блеквел, шотландська художниця, ілюстратор.
- 7 вересня — Жорж-Луї Леклерк де Бюффон, французький натураліст, біолог, математик, геолог, письменник і перекладач.

## Померли
- 20 квітня — Джордж Фаркер, ірландський драматург.
- 15 вересня — Джордж Степні, англійський поет і дипломат.
- 24 вересня — Вінченцо да Філікайя, італійський поет.
- 27 грудня — Жан Мабільон, французький монах-бенедектинець, науковець.
- Ашик Умер, кримськотатарський поет.